# Lapis Longus

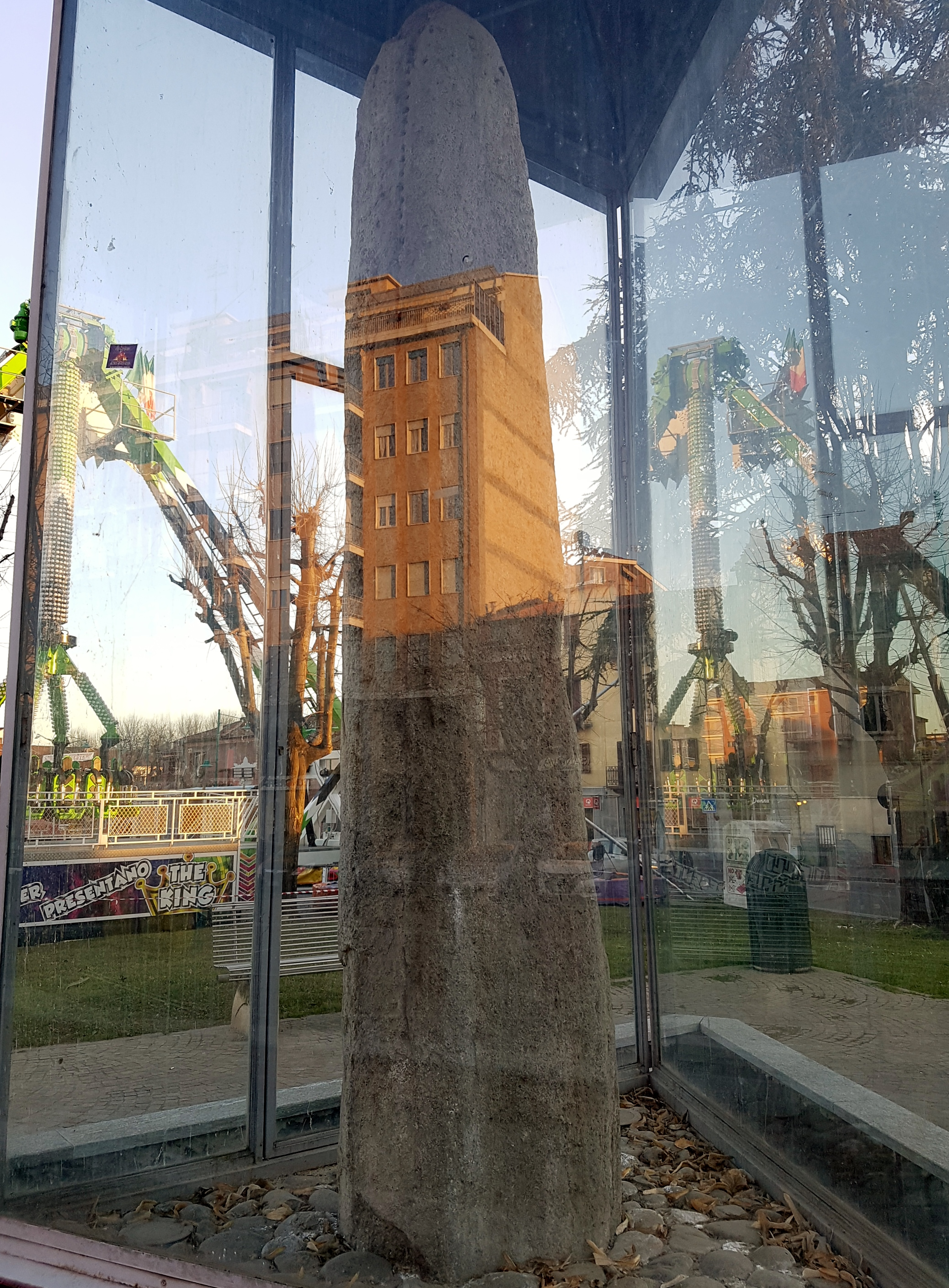
Lapis Longus

Der durch einen Glaskasten geschützte Lapis Longus (lateinisch für „langer Stein“) ist eine Stele aus Gneis an der Lungo Piazza d’Armi in Chivasso in der Metropolitanstadt Turin im Piemont in Italien.
Die Stele ist etwa vier Meter hoch und eineinhalb Tonnen schwer. Große runde mit Blei gefüllte Einschnitte, die von der Anbringung der Ketten des als Pranger genutzten Steines stammen, erinnern an ähnliche Fundstücke in Mazzè und Lugnacco, was eine Verbreitung dieser Stelenart im Canavesegebiet unterstreicht. Vergleiche mit Stelen des 7.–6. Jahrhunderts v. Chr., insbesondere mit der Stele der Golasecca-Kultur von Castelletto sopra Ticino, sind gemacht worden.
Im Jahr 1499 wurde der in der Nähe der Kirche St. Michael gefundene Stein in einen Pranger zur Bestrafung zahlungsunfähiger Schuldner verwandelt und in der Mitte des Schlossplatzes aufgestellt. Diese Nachricht wurde 1533 von B. Siccardi mit der Ausstellung einer Sammlung von Rechtsvorschriften der Gemeinde Chivasso zur Verfügung gestellt. Die Umstände der ursprünglichen Entdeckung der Stele, die als Grenzstein zwischen Piemont und der Lombardei galt, lässt vermuten, dass eine Erinnerung an die Entdeckung außerhalb der Stadt existierte.
Nach der Mitte des 17. Jahrhunderts erhielt der Pranger, mit der Erneuerung des Platzes, an den Mauern der westlichen Seite seinen neuen Platz. Mit der Ankunft der Franzosen und der revolutionären Ideen im Jahre 1798 wurde der Stein als Symbol der vergangenen Regierung entfernt. Anfang des 20. Jahrhunderts wurde die Stele in eine Parkbank verwandelt.
Der lokale Historiker Luciano Dell’Olmo erkannte die Bedeutung des Fundstückes und wies die Oberintendantur darauf hin, die nach Feststellen des archäologischen Interesses die Sanierung des Steines veranlasste.
Verschiedene Elemente lassen eine Datierung der „Stele von Chivasso“ ins 7. bis 6. Jahrhundert v. Chr. zu.